# Terezie Eleonora z Ugarte
Hraběnka Terezie Eleonora z Ugarte, rozená říšská hraběnka ze Žďáru (německy Theresia Eleonore von Sahr, latinsky de Sara či de Sora, * zřejmě 1639 snad v Praze či ve Vídni - 30. ledna 1705 snad na svém zámku v Borovnici či v Kostelci nad Orlicí na tzv. starém zámku Zárubů z Hustířan). Pohřbena byla v kryptě poutního kostela Panny Marie Bolestné na vrchu Homoli u Borovnice.

## Původ z rodu hrabat ze Žďáru a další příbuzní
Tato energická, podnikavá a upřímně zbožná dáma pocházela z významné a velmi zámožné katolické rodiny říšských hrabat Žďárských ze Žďáru, jež proslula svým dlouhodobým katolictvím a věrnou službou habsburským panovníkům, za což již od 1. poloviny 16. století sklízela zasloužené plody vzestupu.
Jejím otcem byl Florian Jetřich, první říšský hrabě ze Žďáru (1598–1653), přední stoupenec Mariánského kultu v českých zemích, zakladatel lorety v Hájku u Prahy, vysoký královský úředník – např. pozdější dvorní maršálek českého královského dvora, velký palatin, údajně i místodržitel království, rada habsburských císařů a králů a ve Středních Čechách oficiální rekatolizátor těchto území ve 20. letech 17. století. Matkou byla (až přehnaně zbožná a přísná) Alžběta Korona Bořitová z Martinic (asi 1603/4–1649) z katolicky činorodé a slavné rodiny hrabat z Martinic, kteří v 17. století byli považováni za jednu z 10 nejvýznamnějších aristokratických rodin celého království. Terezie Eleonora byla mj. vnučkou defenestrovaného místodržitele a předního politika doby rudolfinské i za třicetileté války Jaroslava (II.) Bořity z Martinic. Zároveň byla neteří neméně významných politiků následující doby – dlouhodobého Nejvyššího pražského purkrabího (tj. šéfa zemské vlády) Bernarda Ignáce hraběte z Martinic či kancléře českého krále hraběte Jiřího Adama z Martinic.

## Vlivní sourozenci
Hraběnka přišla zřejmě na svět jako poslední dítě v bezmála 30letém manželství rodičů. Měla 5 (přeživších) sester, jež se provdaly do významných rodin (Nosticů, Šternberků, Caretto-Millesimů, Slavatů z Chlumu a Košumberka, Hýzrlů z Chodů, Švihovských z Rýzmberka, hrabat z Magnis či Myslíků z Hyršova) a dva bratry, z nichž se dospělosti dožil jen František Adam Eusebius. Tento bratr se stal druhým a zároveň i posledním říšským hrabětem ze Žďáru. Zemřel sice již v roce 1670, měl ale na většinu svých sester, včetně Terezie Eleonory značný vliv v otázkách náboženství. Podobně velký vliv na ní měla i sestra Marie Maxmiliána Eva Terezie, ovdovělá baronka Slavatová a posléze Hýzrlová z Chodů, která žila nedaleko od Borovnice – na hradě Košumberku u Luže. Ta mladší sestru Terezii Eleonoru mj. inspirovala ve výstavbě poutního areálu na Homoli podle vzoru lužského areálu na Chlumku.

## Manželství s panem Petrem z Ugarte
Terezie Eleonora se provdala za zámožného barona a pozdějšího hraběte Petra ml. z Ugarte. Jeho rod pocházel ze severního Španělska (Baskicka) a za třicetileté války přišel do českých zemí z habsburského Nizozemí. Petr se dokázal uplatnit u dvora ve Vídni i na bojištích třicetileté války a dosáhl hraběcího titulu i generelátu. Terezie Eleonora byla jeho druhou chotí a měla s ním několik dětí – mj. syna, jenž předčasně zemřel a jedinou přeživší dceru Marii Maxmiliánu z Ugarte, provdanou baronku a posléze hraběnku Zárubovou z Hustířan. K té si Terezie Eleonora vytvořila blízké niterné pouto, které přispělo i k tomu, že se již jako vdova - v roce 1688 - odstěhovala z velkomezeříčského zámku a Vídně do malého (nově zakoupeného a vystavěného) zámku v Borovnici (na Kosteleckoorlicku), aby byla své dceři co nejblíže.

## Hraběnka jako silná vdova
Po smrti manžela Petra hraběte z Ugarte spravovala místo nevlastního nezletilého syna obrovské panství Velké Meziříčí na Českomoravské Vysočině. Zde sídlila na honosném zámku, původně goticko-renesančním hradě Berků z Dubé. O majetek se starala údajně velmi pečlivě. Ve Velkém Meziříčí jí měšťané však příliš v lásce neměli, prosazovala totiž tvrdě a přísně svoji vládu a snažila se ve prospěch dědice hraběte z Ugarte omezovat Meziříčským jejich svobody a výsady, což vedlo k dlouhodobým těžkým sporům. Únava z těchto půtek zřejmě také přispěla k jejímu pozdějšímu odchodu na východočeský statek v Borovnici.

## Přesídlení do Borovnice a závěr života

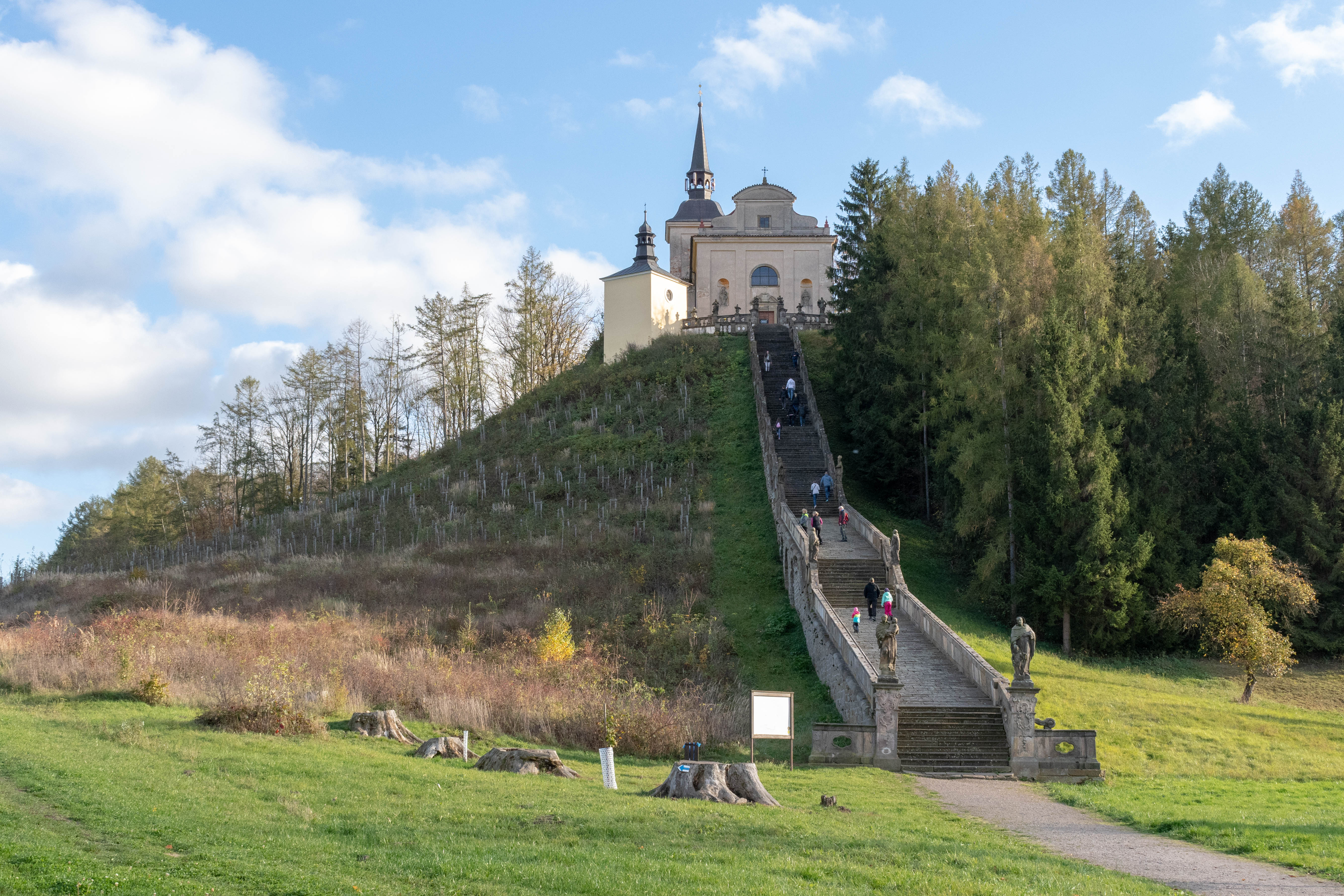
Homole, kostel Panny Marie Bolestné, místo posledního odpočinku hraběnky Terezie Eleonory.

V Borovnici sídlila na malém neokázalém barokním zámku a snažila se panství rozšířit a pozvednout hospodářsky, nábožensky i kulturně. Na blízkém vrchu Homoli tak nechala vystavit poutní areál Panny Marie Bolestné, který se přiřadil k nejvýznamnějším poutním střediskům východních Čech. Pod Homolí založila a provozovala českou školu pro stovky dětí z okolních 10 vsí. Na panství opravovala a stavěla i jiné církevní stavby (např. kostel v Sudslavi).
Dožila se na dobu baroka solidního věku asi 66 let a zemřela, jak bylo již výše zmíněno, u své dcery 30. ledna roku 1705. Její portrét prý byl dlouho k vidění v kostelu v Sudslavi. Podle nových zjištění se však zřejmě ztratil, proto její podobu prozatím neznáme.